# Piłka siatkowa na Igrzyskach Panamerykańskich 2015
Piłka siatkowa na Igrzyskach Panamerykańskich 2015 została rozegrana w dniach 16–26 lipca 2015. Do rozdania były dwa komplety medali, po jednym w turnieju dla mężczyzn i kobiet. W turnieju męskim jak i żeńskim wystartowało po 8 narodowych reprezentacji. W turnieju mężczyzn triumfowała reprezentacja Argentyny, a u kobiet reprezentacja Stanów Zjednoczonych.

## Obiekt
| Direct Energy Centre |
| -------------------- |
|                      |

## Harmonogram zawodów
Zawody rozgrywano w dniach 16–26 lipca. Jako pierwszy rozegrano turniej żeński, a następnie męski.
| Październik | 16 | 17 | 18 | 19 | 20 | 21 | 22 | 23 | 24 | 25 | 26 |
| ----------- | -- | -- | -- | -- | -- | -- | -- | -- | -- | -- | -- |
| mężczyźni   |    |    |    |    |    |    |    |    |    |    | F  |
| kobiety     |    |    |    |    |    |    |    |    |    | F  |    |

|  | Faza grupowa |  | Ćwierćfinały |  | Półfinały | F | Finał |

## Podsumowanie

### Klasyfikacja medalowa
| Klasyfikacja medalowa | Klasyfikacja medalowa | Klasyfikacja medalowa | Klasyfikacja medalowa | Klasyfikacja medalowa | Klasyfikacja medalowa |
| Miejsce               | Państwo               | Złoto                 | Srebro                | Brąz                  | Razem                 |
| --------------------- | --------------------- | --------------------- | --------------------- | --------------------- | --------------------- |
| 1                     | Argentyna             | 1                     | 0                     | 0                     | 1                     |
| 1                     | Stany Zjednoczone     | 1                     | 0                     | 0                     | 1                     |
| 2                     | Brazylia              | 0                     | 2                     | 0                     | 2                     |
| 3                     | Kanada                | 0                     | 0                     | 1                     | 1                     |
| 3                     | Dominikana            | 0                     | 0                     | 1                     | 1                     |
| Razem                 | Razem                 | 2                     | 2                     | 2                     | 6                     |

### Medaliści
| Konkurencja:                | Złoto:            | Srebro:  | Brąz:      |
| Mężczyźni                   |                   |          |            |
| Turniej drużynowy szczegóły | Argentyna         | Brazylia | Kanada     |
| Kobiety                     |                   |          |            |
| Turniej drużynowy szczegóły | Stany Zjednoczone | Brazylia | Dominikana |